# Michael Klor-Berchtold
Michael Klor-Berchtold (* 25. Oktober 1957 in München) ist ein deutscher Diplomat im Ruhestand. Er war zuletzt von 2022 bis 2023 außerordentlicher und bevollmächtigter Botschafter der Bundesrepublik Deutschland in der Republik Österreich. Zuvor war Klor-Berchtold Leiter der Abteilung für Wirtschaft und nachhaltige Entwicklung im Auswärtigen Amt.

## Leben
Klor-Berchtold studierte Rechtswissenschaften in München und war nach dem zweiten juristischen Staatsexamen 1987 zunächst Richter am Landgericht München sowie ab 1989 abgeordneter Richter im Bundesjustizministerium in Bonn.

## Laufbahn

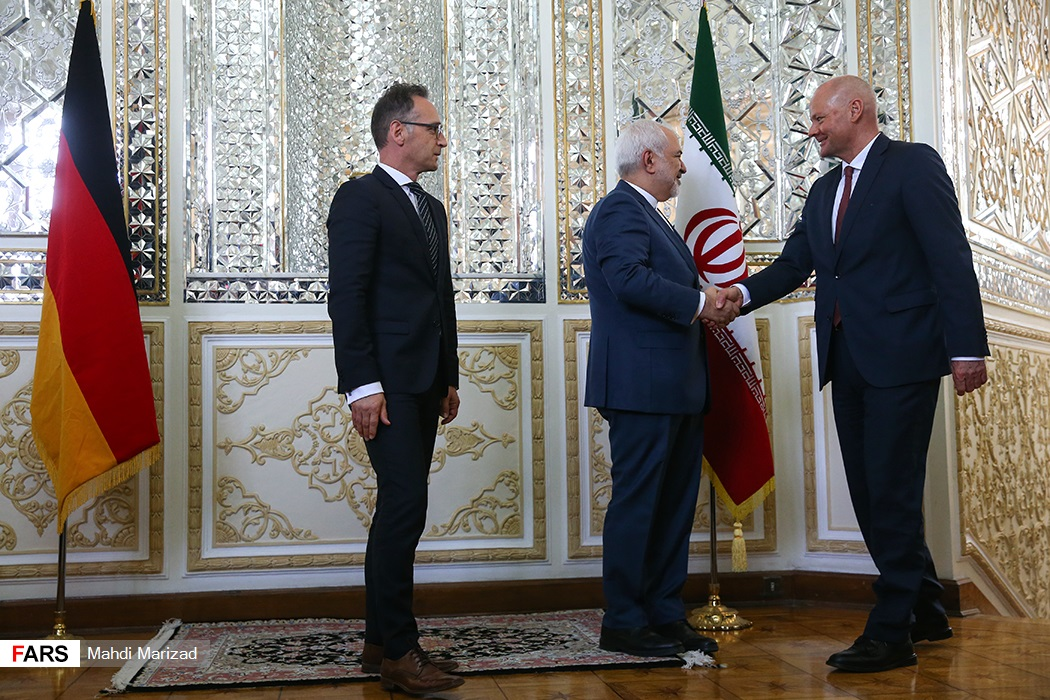
Michael Klor-Berchtold, rechts, schüttelt dem iranischen Außenminister, Mohammed Dschawad Sarif, die Hand. Links steht Außenminister Heiko Maas.

Nach dem Ablegen der Laufbahnprüfung für den höheren Auswärtigen Dienst 1991 absolvierte Klor-Berchtold unter anderem Stationen in Addis Abeba, Tel Aviv und dem OSZE-Generalsekretariat in Wien, wo er Leiter des persönlichen Büros des Generalsekretärs der OSZE war.
Im Jahr 2006/2007 war Klor-Berchtold Interims-Chef der deutschen Botschaft in Kinshasa in der Demokratischen Republik Kongo, wo er kurzfristig Reinhard Buchholz vertrat. Als Sonderbotschafter im Kongo war er dafür verantwortlich, dass 1.200 deutsche Soldaten der EU-Militärmission EUFOR nach den Wahlen rechtzeitig aus dem Land abgezogen wurden. Anschließend war er sieben Monate Sonderbotschafter für den Friedensprozess in Somalia. 2007 wurde Klor-Berchtold als Nachfolger von Frank Marcus Mann zum Botschafter der Bundesrepublik Deutschland im Jemen berufen.
Ab Februar 2011 kehrte Klor-Berchtold in die Zentrale des Auswärtigen Amts nach Berlin zurück, wo er als Leiter des Krisenstabs der Bundesregierung und Krisenbeauftragter des Auswärtigen Amts Walter Lindner nachfolgte, sein Nachfolger in diesem Amt wurde Rüdiger König. Im Anschluss wurde Klor-Berchtold 2014 Vizepräsident des Bundesnachrichtendienstes.
Im Sommer 2016 wurde Klor-Berchtold als außerordentlicher und bevollmächtigter Botschafter der Bundesrepublik Deutschland in die Islamische Republik Iran entsandt, wo er Michael von Ungern-Sternberg nachfolgte.
2020 wurde Klor-Berchtold aus dem Iran in die Zentrale des Auswärtigen Amts in Berlin zurückberufen und zum Abteilungsleiter für Wirtschaft und nachhaltige Entwicklung ernannt. Von Mai 2022 bis Sommer 2023 war er Botschafter in Österreich.